# Teoria funkcjonału gęstości
Teoria funkcjonału gęstości (DFT, ang. density functional theory) – filar szeregu metod kwantowo-mechanicznych, służących do modelowania budowy cząsteczek chemicznych lub kryształów. Metody te są alternatywą do metod opartych na funkcjach falowych. 
Teoria ta zakłada, że wszystkie własności układu kwantowego w stanie stacjonarnym wynikają z gęstości elektronowej stanu podstawowego. Mówiąc ściślej, zakłada się, że wszystkie obserwable są jednoznacznymi funkcjonałami gęstości elektronowej stanu podstawowego. 
W stanie stacjonarnym zewnętrzny potencjał dla ruchu elektronów (potencjał jąder atomowych lub zewnętrzny potencjał elektrostatyczny) jest niezależny od czasu. Rozszerzeniem DFT na stany ze zmiennym potencjałem zewnętrznym, np. sinusoidalnie zmiennym, pochodzącym od fali elektromagnetycznej, jest TDDFT (ang. time-dependent density functional theory).
Teoria DFT opiera się na twierdzeniach Hohenberga-Kohna.
Praktyczną realizacją metody DFT jest metoda Kohna-Shama.
Teoria funkcjonału gęstości w sformułowaniu podanym przez Kohna, Hohenberga i Shama umożliwia opis rzeczywistych kwantowych wielociałowych układów fizycznych z użyciem efektywnego opisu jednoelektronowego. Energia takiego układu jest funkcją gęstości elektronowej, która sama w sobie jest funkcją zmiennych przestrzennych — oznacza to, że energia układu jest de facto funkcjonałem.

## Przykładowe rozwiązanie z użyciem przybliżenia LDA
Zwykła materia dnia codziennego złożona jest z elektronów i jąder atomowych oddziałujących ze sobą elektrostatycznie. Zakładając, że położenia elektronów (o ładunku elektrycznym {\displaystyle -e}) są opisywane z użyciem małych symboli {\displaystyle {\vec {r}}} a położenia jąder (o ładunkach {\displaystyle Ze}) — z użyciem wielkich symboli {\displaystyle {\vec {R}}}, można opisać wielkość energii potencjalnej oddziaływania elektrostatycznego {\displaystyle U} pomiędzy poszczególnymi cząstkami układu:
- między jednym elektronem a jednym jądrem atomowym: {\displaystyle U_{\mathrm {1el-1nucl} }\propto -{\frac {Z}{|{\vec {r}}-{\vec {R}}|}}}
- między dwoma elektronami: {\displaystyle U_{\mathrm {1el-1el} }\propto {\frac {1}{|{\vec {r}}-{\vec {r}}'|}}}
- między jądrami atomowymi: {\displaystyle U_{\mathrm {nucl-nucl} }\propto \sum _{I\neq J}{\frac {Z_{I}Z_{J}}{|{\vec {R}}_{I}-{\vec {R}}_{J}|}}}

Poza oddziaływaniem elektrostatycznym, składniki układu posiadają także energię kinetyczną {\displaystyle T}. Całkowitą energię układu można zapisać jako:
{\displaystyle E_{\mathrm {tot} }=T_{\mathrm {nucl} }+T_{\mathrm {el} }+U_{\mathrm {nucl-nucl} }+U_{\mathrm {el-nucl} }+U_{\mathrm {el-el} }}
Elektrony lżejszych pierwiastków oraz elektrony walencyjne większości pierwiastków są nierelatywistyczne.
Rozwiązanie problemu polega na zminimalizowaniu energii całkowitej {\displaystyle E_{\mathrm {tot} }}, co można osiągnąć stosując rachunek wariacyjny oraz mnożniki Lagrange'a:
{\displaystyle 0={\frac {\delta }{\delta \psi _{i}^{*}}}\left(E_{\mathrm {tot} }-\sum _{j}\lambda _{j}\langle \psi _{j}|\psi _{j}\rangle \right)}
gdzie {\displaystyle \psi _{i}} są ortonormalnymi jednoelektronowymi funkcjami falowymi.
Uśredniona gęstość elektronowa jest równa:
{\displaystyle n({\vec {r}})=\sum _{i}f_{i}|\psi _{i}({\vec {r}})|^{2}=\sum _{i}f_{i}\psi _{i}^{*}({\vec {r}})\psi _{i}({\vec {r}})}
gdzie {\displaystyle f_{i}\in \{0,1,2\}} jest obsadzeniem orbitala {\displaystyle \psi _{i}}. Jeśli {\displaystyle N} jest liczbą elektronów w układzie, to zachodzi równość:
{\displaystyle N=\int n({\vec {r}})\,d^{3}{\vec {r}}}
W przybliżeniu Borna-Oppenheimera opis ruchu elektronów można odseparować od ruchu jąder atomowych. Można założyć, że jądra atomowe są nieruchome:
{\displaystyle T_{\mathrm {nucl} }=0\quad \Rightarrow \quad {\frac {\delta T_{\mathrm {nucl} }}{\delta \psi _{i}^{*}}}=0}
W takiej sytuacji również energia potencjalna elektrostatycznego między jądrami atomowymi jest stałą:
{\displaystyle U_{\mathrm {nucl-nucl} }\propto \sum _{I\neq J}{\frac {Z_{I}Z_{J}}{|{\vec {R}}_{I}-{\vec {R}}_{J}|}}=\mathrm {const} \quad \Rightarrow \quad {\frac {\delta U_{\mathrm {nucl-nucl} }}{\delta \psi _{i}^{*}}}=0}
Energia kinetyczna elektronów jest pierwszym niezerowym składnikiem zagadnienia minimalizacyjnego:
{\displaystyle T_{\mathrm {el} }=\sum _{i}f_{i}\left\langle \psi _{i}\left|-{\frac {1}{2}}{\frac {\hbar ^{2}}{m_{\mathrm {el} }}}\nabla ^{2}\right|\psi _{i}\right\rangle \quad \Rightarrow \quad {\frac {\delta T_{\mathrm {el} }}{\delta \psi _{i}^{*}}}=-f_{i}{\frac {\hbar ^{2}}{2m_{\mathrm {el} }}}\nabla ^{2}\psi _{i}}
Energia potencjalna oddziaływania elektrostatycznego między elektronami a jądrami atomowymi zależy od gęstości elektronowej:
{\displaystyle U_{\mathrm {el-nucl} }=\int V_{\mathrm {nucl} }({\vec {r}})\cdot n({\vec {r}})\,d^{3}{\vec {r}}\quad \Rightarrow \quad {\frac {\delta U_{\mathrm {el-nucl} }}{\delta \psi _{i}^{*}}}=f_{i}V_{\mathrm {nucl} }\psi _{i}}
gdzie {\displaystyle V_{\mathrm {nucl} }=-k_{\mathrm {C} }e^{2}\sum _{I}{\frac {Z_{I}}{|{\vec {r}}-{\vec {R}}_{I}|}}} jest energią potencjalną oddziaływania jąder z elektronami a {\displaystyle k_{\mathrm {C} }} jest stałą Coulomba.
Energia potencjalna oddziaływania elektrostatycznego między elektronami składa się z członu Hartree {\displaystyle U_{\mathrm {H} }} (odpowiedzialnego za samoodpychanie się elektrostatyczne gęstości elektronowej) oraz z członu wymienno-korelacyjnego {\displaystyle E_{\mathrm {xc} }} (będącego poprawką wynikającą z fluktuacji gęstości elektronowej):
{\displaystyle U_{\mathrm {el-el} }=U_{\mathrm {H} }+E_{\mathrm {xc} }[n]}
{\displaystyle U_{\mathrm {H} }={\frac {1}{2}}k_{\mathrm {C} }e^{2}\int d^{3}{\vec {r}}\int d^{3}{\vec {r}}'{\frac {n({\vec {r}})\cdot n({\vec {r}}')}{|{\vec {r}}-{\vec {r}}'|}}={\frac {1}{2}}\int n({\vec {r}})\varphi ({\vec {r}})\ d^{3}{\vec {r}}\quad \Rightarrow \quad {\frac {\delta U_{\mathrm {H} }}{\delta \psi _{i}^{*}}}=f_{i}\varphi \psi _{i}}
{\displaystyle E_{\mathrm {xc} }[n]\approx \int f_{\mathrm {xc} }(n({\vec {r}}))\,d^{3}{\vec {r}}\quad \Rightarrow \quad {\frac {\delta E_{\mathrm {xc} }[n]}{\delta \psi _{i}^{*}}}\approx {\frac {\partial f_{\mathrm {xc} }}{\partial n}}\cdot f_{i}\psi _{i}}
gdzie {\displaystyle \varphi ({\vec {r}})=k_{\mathrm {C} }e^{2}\int {\frac {n({\vec {r}}')\,d^{3}{\vec {r}}'}{|{\vec {r}}-{\vec {r}}'|}}} (por. klasyczny potencjał Hartree) i wykorzystano przybliżenie lokalnej gęstości (ang. local density approximation, LDA) w którym {\displaystyle f_{\mathrm {xc} }} jest energią na jednostkę objętości.
Pochodna wariacyjna mnożników Lagrange'a:
{\displaystyle {\frac {\delta }{\delta \psi _{i}^{*}}}\left(-\sum _{j}\lambda _{j}\langle \psi _{j}|\psi _{j}\rangle \right)=-\lambda _{i}\psi _{i}}
Ostatecznie otrzymuje się:
{\displaystyle \left\{{\begin{array}{l}\left(-{\frac {\hbar ^{2}}{2m_{\mathrm {el} }}}\nabla ^{2}+V_{\mathrm {eff} }\right)\psi _{i}={\frac {\lambda _{i}}{f_{i}}}\psi _{i}\\n({\vec {r}})=\sum _{i}f_{i}|\psi _{i}({\vec {r}})|^{2}\end{array}}\right.}
gdzie:
{\displaystyle V_{\mathrm {eff} }=V_{\mathrm {nucl} }+\varphi +{\frac {\partial f_{\mathrm {xc} }}{\partial n}}}
jest potencjałem efektywnym dla jednoelektronowego równania Schrödingera. Powyższy układ równań rozwiązuje się iteracyjnie w sposób samouzgodniony.

## Historia
Poszukiwania efektywnych sposobów na obniżenie złożoności obliczeniowej kwantowego problemu wielu ciał mają długą historię. Hartree w pracy z 1928 zaproponował jeden z pierwszych i najczęściej stosowanych przybliżeń, w którym wieloelektronową funkcję falową zastępuje się iloczynem funkcji jednoelektronowych:
{\displaystyle \Psi ({\vec {r}}_{1},{\vec {r}}_{2},\dots ,{\vec {r}}_{N})=\psi ({\vec {r}}_{1})\cdot \psi ({\vec {r}}_{2})\cdot \ldots \cdot \psi ({\vec {r}}_{N})}